# Stefan Schierholz
Stefan Schierholz (* 1955) ist ein deutscher Linguist.

## Leben
Der Absolvent der Halepaghenschule Buxtehude studierte er an der Universität Göttingen Germanistik, Sport, Pädagogik, Linguistische Datenverarbeitung, Musikwissenschaft, Portugiesisch (1976–1982) (1. Staatsexamen in den Fächern Germanistik, Sport und Pädagogik (1982) 2. Staatsexamen am Studienseminar für das Lehramt an Gymnasien I, Kassel, in den Fächern Deutsch und Sport (1985)). Nach der Promotion in Göttingen (1990) und der Habilitation ebenda (Venia legendi: „Deutsche Philologie – Sprachwissenschaft“) ist er seit 2003 Professor für Germanistische Linguistik mit Schwerpunkt Lexikographie am Institut für Germanistik und Komparatistik der Friedrich-Alexander-Universität Erlangen-Nürnberg. Stefan Schierholz hat 2003 zusammen mit Herbert Ernst Wiegand die Fachwörterbuchreihe „Wörterbücher zur Sprach- und Kommunikationswissenschaft“ gegründet und ist Begründer des internationalen Studiengangs „Europäischer Master für Lexikographie“, der seit 2015 vom Erasmus Mundus Programm der EACEA unterstützt wird.

## Schriften (Auswahl)
- Mit Pál Uzonyi (Hrsg.): Formenlehre. Wörterbücher zur Sprach- und Kommunikationswissenschaft (WSK). Band 1.1. Berlin, Boston 2022, ISBN 978-3-11-018472-3.
- Mit Pál Uzonyi (Hrsg.): Grammatik. Syntax. Ein Lern- und Konsultationswörterbuch. Mit einer Systematischen Einführung und englischen Übersetzungen. Wörterbücher zur Sprach- und Kommunikationswissenschaft(WSK).Band 1.2 Berlin, Boston 2022, ISBN 9783110629316.
- Lexikologische Analysen zur Abstraktheit, Häufigkeit und Polysemie deutscher Substantive. Tübingen 1991, ISBN 3-484-30269-0.
- „Der Film ödet das Publikum“. Zum Aufbau eines maschinenlesbaren Wörterbuchs für deutsche Verben. Heidelberg 1992, OCLC 46150959.
- Präpositionalattribute. Syntaktische und semantische Analysen. Tübingen 2001, ISBN 3-484-30447-2.